# Plouescat
Plouescat is een gemeente in het Franse departement Finistère (regio Bretagne). De plaats maakt deel uit van het arrondissement Morlaix. Plouescat telde op 1 januari 2022 3.549 inwoners.

## Geografie
De oppervlakte van Plouescat bedroeg op 1 januari 2022 14,79 vierkante kilometer; de bevolkingsdichtheid was toen 240 inwoners per km².

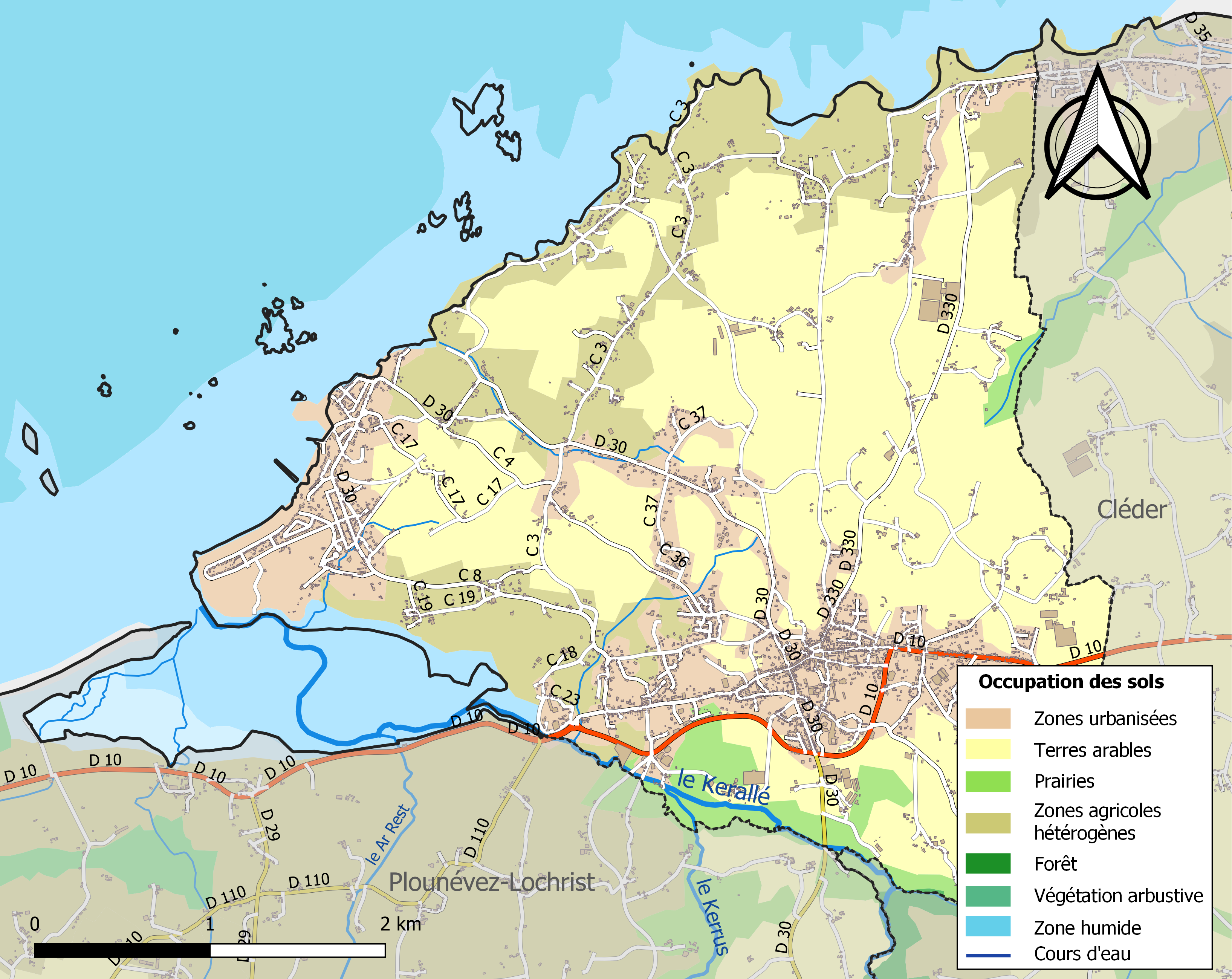
Kaart van de gemeente met belangrijkste infrastructuur, bodemgebruik en omliggende gemeenten

## Demografie
Onderstaande figuur toont het verloop van het inwonertal (bron: INSEE-tellingen).

## Afbeeldingen

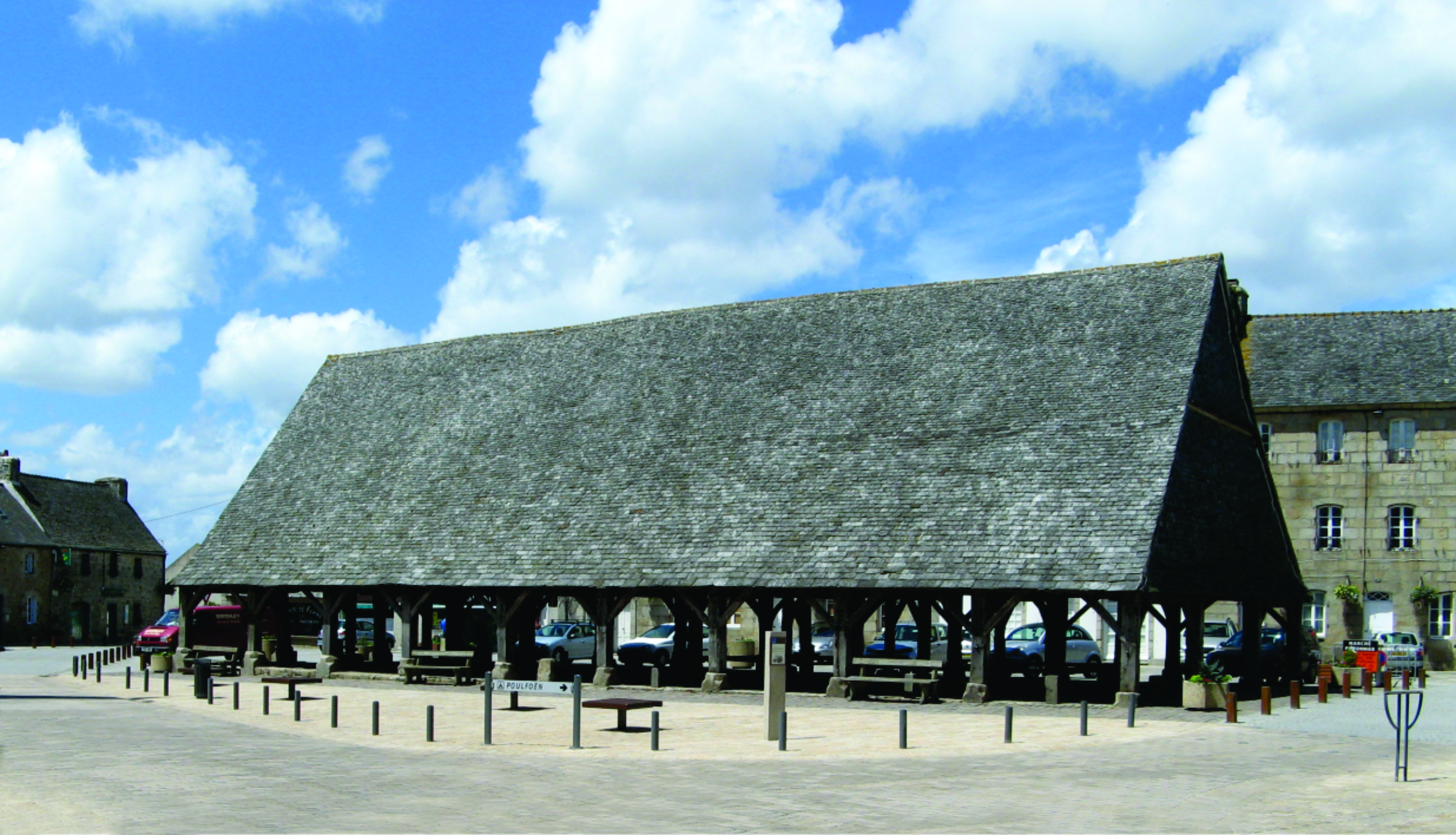
Markthal
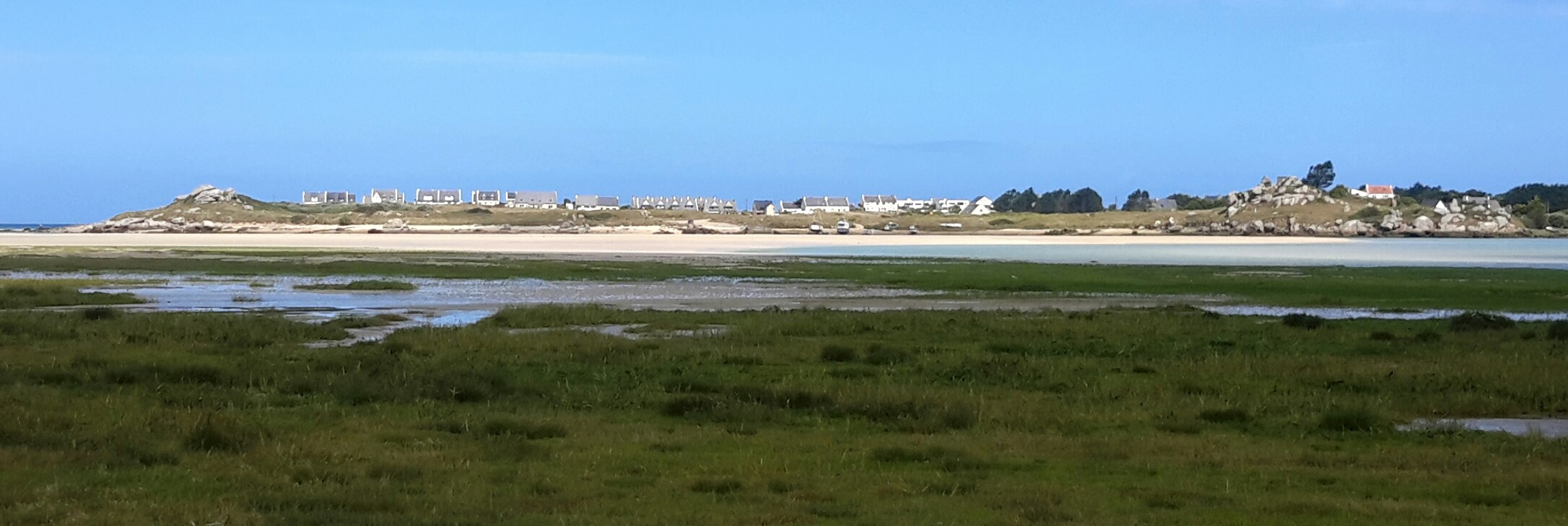
Baie du Kernic
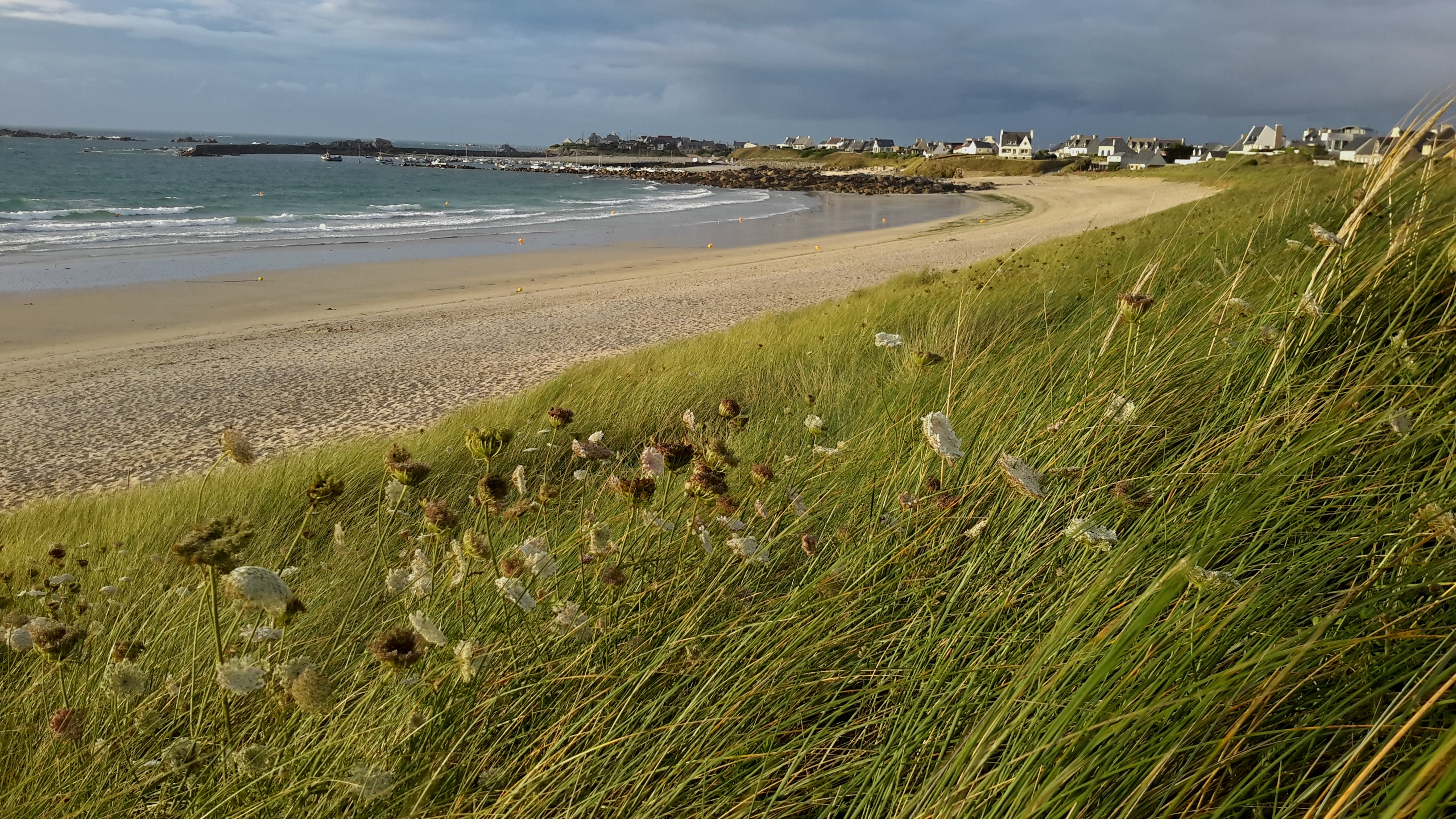
Haven van Porsguen gezien vanaf het strand van Porsmeur
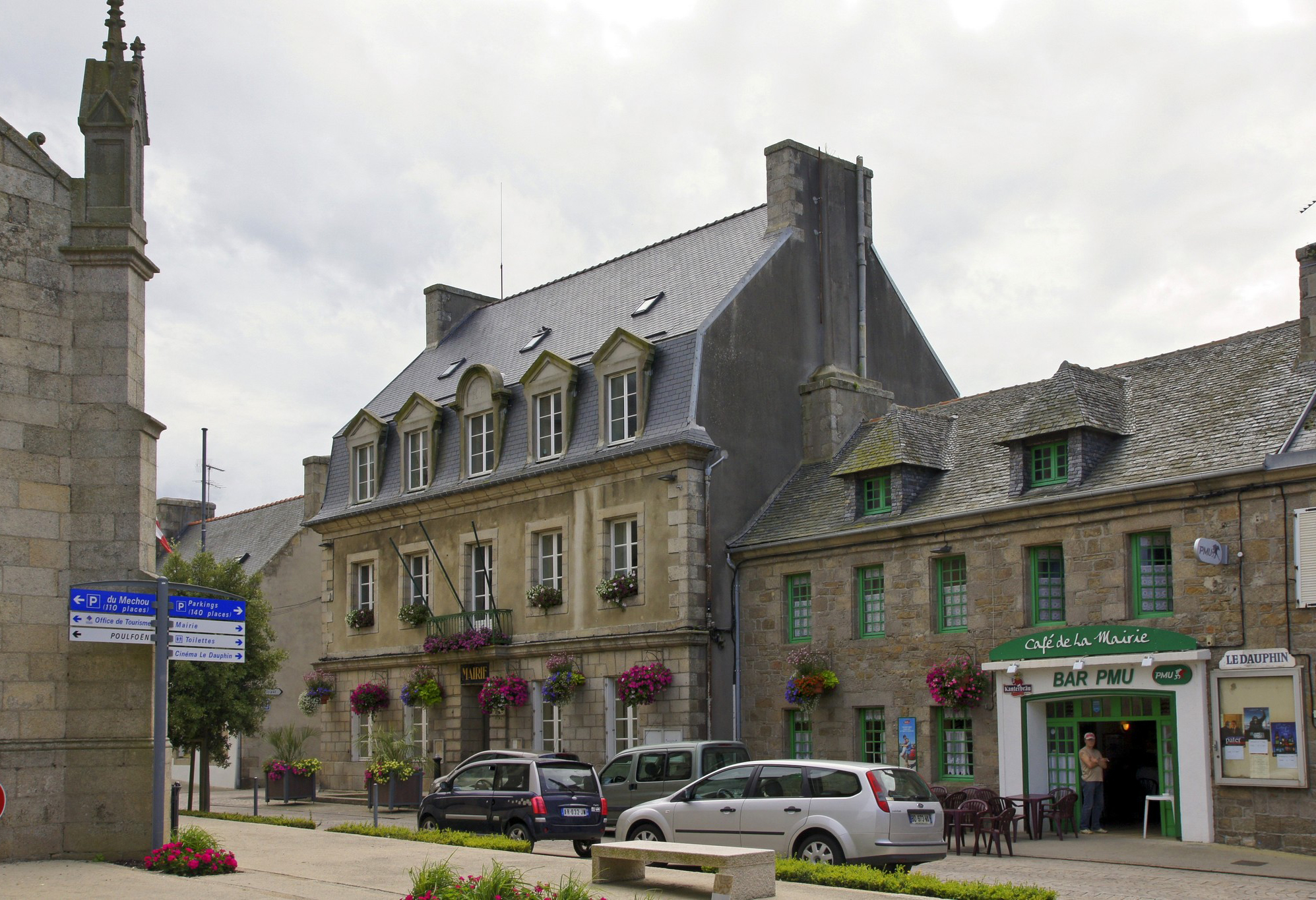
Gemeentehuis